# Mohammad Ali Dschafari

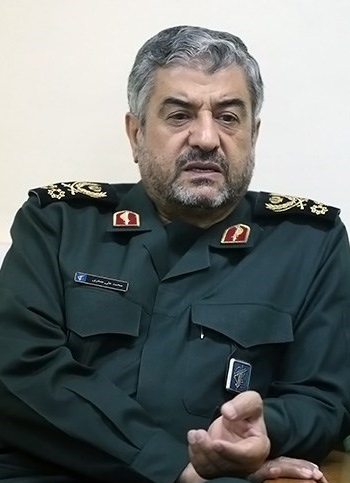
Mohammad Ali Dschafari, 2013

Mohammad Ali Dschafari (persisch محمد علی جعفری, auch Aziz Dschafari oder Ali Dschafari genannt; * 1. September 1957 in Yazd) ist ein iranischer Generalmajor und ehemaliger Kommandeur der Islamischen Revolutionsgarde (Pasdaran).

## Leben
Dschafari studierte ab 1977 an der Universität Teheran Architektur. Während der Islamischen Revolution schloss er sich der Islamischen Studentenbewegung, die sich „Studenten, die der Linie des Imam folgen“ (daneschdschuyan-e chat'-e emam) nannten, an, und beteiligte sich aktiv an den Demonstrationen zum Sturz von Schah Mohammad Reza Pahlavi. Währenddessen soll er mehrfach verhaftet und im berüchtigten Evin-Gefängnis vom Geheimdienst des Schahs (SAVAK) verhört und gefoltert worden sein.
Nach dem Sturz des Schahs gehörte er zu jenen Studenten, die die amerikanische Botschaft in Teheran für 444 Tage besetzt hielten (siehe: Geiselnahme von Teheran). Im September 1980, zu Beginn des Iran-Irak-Kriegs meldete er sich als Freiwilliger (Basidschi) zum Kampfeinsatz und folgte der neu gegründeten Freiwilligen-Miliz Basidsch an die Front. Infolgedessen wurde er 1981 Mitglied der Islamischen Revolutionsgarde, wo er im Krieg gegen den Irak Leiter verschiedener Bodentruppen, wie der Aschura-Einheit und der Nadschaf-Division wurde.
Nach dem Krieg behielt er eine leitende Funktion der Bodentruppen, beendete er sein Architekturstudium und war dreizehn Jahre als Kommandant der Pasdaran tätig. 2005 gründete er das „strategische Zentrum“ der Pasdaran in Teheran namens Sarallah. Mohammad Ali Jafari gilt als Irakexperte und Hardliner innerhalb der Revolutionsgarde.
Am 1. September 2007 wurde Dschafari vom Obersten Rechtsgelehrten und Revolutionsführer des Iran, Ajatollah Seyyed Ali Chamene'i, zum Kommandeur der Iranischen Revolutionsgarde (Pasdaran) berufen. Sein Vorgänger war Generalmajor Yahya Rahim Safavi, der die Revolutionsgarde zehn Jahre lang geleitet hatte.
In Bezug auf einen möglichen Konflikt mit Israel wegen des Aufbaus eines iranischen Atomprogramms erklärte Dschafari am 28. Juni 2008: „Das zionistische Regime wird es mit unseren Streitkräften und unserer Fähigkeit nicht aufnehmen können.“ Jeden Angriff Israels auf seine Atomanlagen werde Teheran, so Dschafari, mit einem Raketen-Gegenschlag vergelten. Gleichzeitig drohte er mit der Sperrung der Straße von Hormus.
Am 25. Juli 2009 erklärte Dschafari: „Sollte das zionistische Regime den Iran angreifen, würden wir mit Sicherheit einen Schlag mit unseren Raketen gegen seine Nukleareinrichtungen führen.“
Im April 2019 wurde Hussein Salami zu Dschafaris Nachfolger als Kommandeur der Revolutionsgarden berufen.